# Szakácsi
Szakácsi é um município da Hungria, situado no condado de Borsod-Abaúj-Zemplén. Tem 8,63 km² de área e sua população em 2015 foi estimada em 182 habitantes.